# 非洲長鱸
非洲長鱸，為輻鰭魚綱鱸形目鱸亞目鮨科的其中一種，分布於西印度洋區，從吉布地至坦尚尼亞Pemba島海域，棲息深度8-48公尺，體長可達8公分，生活在藻礁區，為底棲性魚類，屬肉食性，生活習性不明。

## 擴展閱讀
維基物種上的相關：非洲長鱸